# Sint-Vedastuskerk (Menen)
De Sint-Vedastuskerk bevindt zich in Menen (West-Vlaanderen, België).

## Geschiedenis
De Sint-Vedastuskerk is genoemd naar Vedastus, de bisschop van Atrecht (Arras) die een beer versloeg. De kerk staat er in haar huidige vorm sedert 1820 maar waarschijnlijk stond er al een kapel ten tijde van de heren van Menen, een burchtkapel. De kapel werd daarna de parochiekerk van de prille nederzetting. De oudste bronnen over het altaar van Menen dateren van het jaar 1087.
Het oudste deel van de huidige kerk dateert dan weer uit het midden van de 15de eeuw. Het is de onderbouw van de toren. De steen van de onderbouw is Balegemse kalksteen. De stijl van de huidige kerk is sober classicistisch. De voorgevel doet denken aan een Griekse tempel. In een nis in de voorgevel staan naast Sint-Vedastus met de beer ook nog Sint-Rochus – met de hond- en een fraai beeld van Sint-Jan de Doper. Binnen de kerk zien we onmiddellijk een schilderij met Sint-Vedastus. Het kerkinterieur bevat verschillende mooie stukken: er zijn twee opvallende gebeeldhouwde bidbanken, en rechts in een zijkapel staat een houten beeld van Sint-Jan de Doper. Het schip van de kerk heeft drie beuken. De gewelven zijn tonggewelven die op zuilen rusten en het hele schip zit onder één dak.